# Anthurium bernardii
Anthurium bernardii är en kallaväxtart som beskrevs av Thomas Bernard Croat. Anthurium bernardii ingår i släktet Anthurium och familjen kallaväxter. Inga underarter finns listade.